# Corrales (Kolumbia)
Corrales – miasto w Kolumbii, w departamencie Boyacá.